# Nexus (regény)
A Nexus egy 2012-ben megjelent sci-fi regény Ramez Naam tollából, mely a thriller, a cyberpunk, a transzhumanizmus és a buddhizmus témáját keveri. A regény 2012-ben elnyerte a Prometheus-díjat.  Magyarul az Ad Astra jelentette meg 2014-ben, Hidy Mátyás fordításában.

## Cselekmény
|  | Alább a cselekmény részletei következnek! |

A történet központi alakja Kaden Lane, egy tudós, aki közreműködik egy nanodrog, a Nexus 3 fejlesztésében. A drog lehetővé teszi, hogy fogyasztói programokat futtathassanak a fejükben, egyesítsék tudatukat, vagy átvegyék mások felett az irányítást.
Rövid időn belül szembetalálja magát titkos szervezetekkel, melyeknek érdeke megkaparintani a nexust, és saját céljaikra felhasználni azt. Kaden csak Samben, a kiábrándult ügynökben bízhat. A nexus és a fejlesztője utáni hajsza kihatással lehet az egész emberiség sorsára nézve, s egy poszthumán háború felé sodorhatja a fajt.
|  | Itt a vége a cselekmény részletezésének! |

## Filmadaptáció
A Nexus megfilmesítési jogára 2012-ben csapott le a Paramount Pictures. Az elkészítésével Ari Hendalt és Mark Heymant bízták meg.

## Magyarul
- Nexus; ford. Hidy Mátyás; Ad Astra, Bp., 2014

## Külső hivatkozások
- A regény az Ad Astra.hu webboltjában
- Az eKultura.hu kritikája.
- Az SFmag.hu kritikája.